# Дюна (группа)
«Дю́на» — советская и российская музыкальная группа, образованная в 1987 году. Лидером группы является Виктор Рыбин.

## История
Группа была образована в 1987 году бас-гитаристом Сергеем Катиным и гитаристом Дмитрием Четверговым (Виктор Рыбин утверждает, что группу создал он и Катин). В группу также вошли барабанщик Андрей Шатуновский и вокалист Андрей Рублёв. Директором группы стал Виктор Рыбин, давний друг Сергея Катина (сам Рыбин информацию о том, что он был директором, называет ерундой). Ранее Катин и Рыбин работали в магазине компьютерной техники, занимались ремонтом музыкальных инструментов. Как вспоминает Дмитрий Четвергов, «У нас была нормальная команда, которая нормально работала <…> в стиле, грубо говоря, группы „Аракс“. То есть мы играли такой арт-рок и работали в Московской Областной Филармонии».
В 1988 году группу покидают Дмитрий Четвергов, Андрей Шатуновский и Андрей Рублёв (по словам Рыбина, данные музыканты были «недисциплированные и непослушные, с ними совладать было невозможно», поэтому он и Катин их выгнали и остались вдвоем). Костяк группы составляли Виктор Рыбин, который выполнял роль вокалиста, а также играл на ударных, и Катин также пел и играл на бас-гитаре. Будучи музыкантами Московской областной филармонии, они отправились на гастроли. Группа работала на разогреве перед Александром Серовым и группой «Доктор Ватсон». Вместе с ними выступали часто меняющиеся сессионные музыканты. Во время этих гастролей Сергей Катин написал хит «Страна Лимония», знаменовавший новый стиль группы, сыгравший немаловажную роль в становлении успеха коллектива. По словам Дмитрия Четвергова: «ребята, которые с нами работали в качестве техников, вышли на сцену с гитарами под фонограмму, которую сделал Сергей Катин („Страна Лимония“). Вышли и давали шоу. Это был как раз 1987—1988 — годы расцвета „фанеры“». По словам Виктора Рыбина: «Про Лимонию… тогда наша страна и была „этой страной“… все музыканты тогда писали песни „между строк“. Конечно, мы пели про зарубежные чудеса, как заработать денег… это потом она стала …смешной… Мы были не веселые, а колючие… русские кактусы. Мы такими и остались, любого артиста делает публика». В 1988 году, Сергей Катин, втайне от других музыкантов, продал песню Ларисе Долиной. Она её исполнила в программе «Музыкальный ринг» в рок-аранжировке. После этого музыканты «Дюны» перезаписали песню в новой обработке с балалайками. В этой версии песню взяла в ротацию популярная радиостанция «Юность».
6 января 1989 года популярная программа «Музыкальный лифт» показала инсценированную концертную съёмку со «Страной Лимонией» на всей территории СССР. Почти год «Дюна» не пела ничего, кроме этого шлягера. В декабре появились песни «Фирма» и «Дай-дай». На все три песни были сняты клипы. Виктор Рыбин купил их ротацию на новом телеканале «2х2».
Следующим шагом было появление в передаче «Песня года» Центрального телевидения. Главному режиссёру передачи Виктору Черкасову понравились песни группы. Он поставил их в две программы подряд. Следом клипы группы стала бесплатно показывать молодёжная телепередача «До 16 и старше…». В мае 1990 года «Дюна» выступила на фестивале «Звуковой дорожки» перед полным залом дворца спорта «Олимпийский».
В 1990 году государственная фирма «Мелодия» выпустила сорокапятку «Страна Лимония» из 8 песен. В 1991 году в пластинку добавляются 4 песни (включая «Привет с большого бодуна») и переиздают на обычной долгоиграющей грампластинке. Несколько месяцев спустя выходит альбом «За нами — Долгопрудный» с песнями «Гороскоп», «Корефана» и лирической «Привет, малыш». В 1992 году к песне «Корефана», известной также как «Рисовый рай», известным художником-аниматором Геннадием Тищенко был снят анимационный музыкальный клип, номинированный на премию «Овация» в категории музыкальных клипов за 1992—1993 годы. Ироническая песня высмеивала парадоксы строительства социализма в странах Индокитая.
В 1992 году из группы ушёл Сергей Катин, который женился и уехал во Францию. Рыбин весь следующий год провёл в бесконечных концертах и издал свой первый CD «Дюна, Дюночка, ДюнА, привет с большого бодуна!», состоящий из старого репертуара. В том же году из группы уходят Валерий Жуков и Альберт Романов, и их следы теряются.
В 1993 году появился альбом «Витёк», в котором появились новые песни — «Женька», «Пулемёт» (впоследствии — «Партизанская-Октябрятская») и «Лим-пом-по». В том же году в поезде во время гастролей умер самый колоритный участник группы Александр Малешевский.
В 1994 году появились ещё два альбома — «А нам — всё равно!» с песнями «Ежовая-лажовая», «Борька-бабник» и «Мечта» (другое название «Море пива») и «Вспомни детство золотое» с детскими песенками Владимира Шаинского, Юрия Энтина и других.
В 1995 году Сергей Катин вернулся на родину и возобновил сотрудничество с группой, но уже исключительно как сочинитель песен. Так появился альбом «В городе большом», который содержал хиты «Коммунальная квартира», «Фонарики» и «Про Васю».
В 1996 году группа «Дюна» участвовала в предвыборной агитации в пользу кандидата Бориса Ельцина. В том же году группа записала альбом «Пошил костюмчик новенький», который студия «Союз» издала в январе 1997 года. 8 марта 1997 года Виктор Рыбин выпустил свой дебютный альбом «Поговорим о любви, Мадемуазель».
В 1998 году выходит альбом «Танцор диско» с лирическим хитом «Воздушный змей», ставшим ещё одной из визитных карточек группы.
В 1999 году вышел альбом «Караганда» с песнями: «Бутылочка», «Караганда» и «Мы — достойное звено». В том же году было положено начало циклу дуэтов Виктора Рыбина и Натальи Сенчуковой. Их главный совместный номер — «Милый мой ботаник» (2004).
После 2004 года творческая активность «Дюны» снижается. Причина этого в том, что Виктор Рыбин занялся судоходным бизнесом. С 2008 года музыканты продолжили выпуск новых альбомов. Сначала «Закон природы», затем в 2010 году — «Якутские бананы». Музыкальные критики отмечают, что группа так и не вышла из своего творческого кризиса.

Мы же всё интуитивно делали. У меня получалось угадывать песни, которые были ко времени. Сейчас не могу угадать. Сейчас всё изменилось. Сатирические песни никому не нужны. Сейчас другой юмор.
В общем, перезагрузка группы «Дюна» не получилась. Значит, она и не нужна была.
— Виктор Рыбин
В 2012 году группа «Дюна» приступила к сбору материала для нового альбома. В частности, была записана песня «Свет звезды». В 2013 году группа начала сотрудничество с украинским автором-исполнителем Славой Благовым, записав его песню «Медсестра» (Она в белом халатике до колен…) и «Дорога домой».
В феврале 2017 года в московском клубе Yotaspace состоялся юбилейный концерт группы «30 лучших песен за 30 лет».
27 ноября 2020 года скончался клавишник группы Андрей Апухтин. Он был автором многих аранжировок к песням группы, среди которых — «Женька», «Фонарики», «Воздушный змей», «Корефана» и др.
Отар Кушанашвили в программе «Моя правда» на «Пятом канале» рассказал, что в 1990-х годах группа имела контакты с криминальным миром: «Витя Рыбин дружил долгое время, да и сейчас, наверное, дружит с людьми, которые называются теперь иначе, но сути их это не меняет». В доказательство этому существует видеозапись, где «Дюна» выступает перед участниками Волговской ОПГ и их лидером Дмитрием Рузляевым в Тольятти.

## Альбомы
| 1990 — Страна Лимония |
| --- |
| 1. Шизофрениада 2. Копилка 3. Фирма 4. Дай-дай 5. Страна Лимония 6. Русский народ 7. Долгопа-ламбада 8. Пижон (Восток-Алтай) 9. Пой, деревня (дуэт с Еленой Рурман) |

| 1991 — Страна Лимония (переиздание) |
| --- |
| 1. Привет с большого бодуна 2. Добрый Пятачок 3. Страна Лимония 4. Папа с мамой 5. Пой, деревня 6. Коммерсант 7. Дай-дай 8. Блонда (Ох-ох) 9. Пижон (Восток-Алтай) 10. Копилка 11. Пей, Ваня 12. Революционер |

| 1991 — Лучший |
| --- |
| 1. Блонда (Ох-ох) 2. Привет с большого бодуна 3. Добрый день, дружок! 4. Пой, деревня 5. Копилка 6. Дай-дай 7. Фирма 8. Страна Лимония 9. Русский народ 10. Долгопа-ламбада 11. Пижон (Восток-Алтай) |

| 1992 — За нами — Долгопрудный |
| --- |
| 1. За нами — Долгопрудный 2. Корефана 3. Вальс 4. Поёт душа 5. Малыш 6. Экологический марш 7. Время 8. Гороскоп 9. Казус 10. Старый сарай |

| 1993 — Дюна, Дюночка, ДюнА, Привет с Большого Бодуна! |
| --- |
| 1. Привет с большого бодуна 2. Фирма 3. Гринпис 4. Пой, деревня 5. Гороскоп 6. Малыш 7. Блонда (Ох-ох) 8. За нами — Долгопрудный 9. Старый сарай 10. Пижон (Восток-Алтай) 11. Поёт душа 12. Долгопа-ламбада 13. Дай-дай 14. Копилка 15. Корефана 16. Страна Лимония 17. Винни-Пух |

| 1993 — Витёк |
| --- |
| 1. Пиво 2. Лим-пом-по 3. Город Иванов 4. Для народа 5. Пулемёт (Партизанская-Октябрятская) 6. Женька 7. Анашик 8. Матрёна 9. Толстый шейк 10. Браточки |

| 1994 — А нам — все равно! |
| --- |
| 1. Пива нет! 2. Держись, браток 3. Африкана 4. Ежовая-лажовая 5. Фигли-Мигли 6. Борька-бабник 7. Мечта (Море пива) 8. День рождения 9. Город детства 10. Базаров нет! 11. За друзей 12. А нам — все равно! |

| 1995 — Вспомни детство золотое (Дюна & Наталья Сенчукова) |
| --- |
| 1. Песня разбойников 2. Чунга-Чанга 3. Колыбельная медведицы 4. Песенка крокодила Гены 5. Антошка 6. Песня атаманши 7. Голубой вагон (перекрашен группой «Дюна») 8. В траве сидел кузнечик 9. Песня львёнка и черепахи 10. Песенка Чебурашки 11. Песенка Водяного 12. Песенка о лете 13. Улыбка 14. Песенка Винни-Пуха 15. Вдруг, как в сказке (из кинофильма «Иван Васильевич меняет профессию») |

| 1996 — В городе большом |
| --- |
| 1. Коммунальная квартира 2. Ворона 3. Про Васю 4. Подмосковная 5. Друзья мои-приятели 6. В городе большом 7. Розовые ушки 8. Фонарики 9. А шмели… 10. Лёнчик 11. Колыбельная |

| 1996 — Лучшие песни |
| --- |
| 1. Борька-бабник 2. Город Иванов 3. Гороскоп 4. Малыш 5. Пижон (Восток-Алтай) 6. Матрёна 7. Страна Лимония 8. Толстый шейк 9. Фирма 10. Казус 11. Держись, браток 12. День рождения 13. Лим-пом-по 14. За друзей 15. Вдруг, как в сказке |

| 1996 — Пошил костюмчик новенький |
| --- |
| 1. Картавый марш 2. Шейк Эммануил 3. Костюмчик 4. Коровы по небу летят 5. Друг мой 6. Тюряга 7. Шишки-орешки 8. За просто так 9. Когда не лень 10. Алка-фиалка 11. В нашем подъезде |

| 1997 — Поговорим о любви, Мадемуазель (Виктор Рыбин) |
| --- |
| 1. Встречайте меня 2. Поговорим о любви, Мадемуазель 3. Гёрл-френд 4. Не заставляй меня ждать 5. Не опускайте глазки 6. Белые гуси 7. Секс-тема 8. Там, где светит луна 9. Колыбельная слона 10. Весенний дождь |

| 1997 — The BEST |
| --- |
| 1. Коммунальная квартира 2. Фонарики 3. Пулемёт (Партизанская-Октябрятская) 4. Страна Лимония 5. Для народа 6. Привет с большого бодуна 7. Борька-бабник 8. Женька 9. Корефана 10. Лим-пом-по 11. Мечта (Море пива) 12. Гороскоп 13. Костюмчик 14. Шейк Эммануил 15. Картавый марш 16. Встречайте меня 17. Не заставляй меня ждать |

| 1998 — Танцор Диско |
| --- |
| 1. Воздушный змей 2. Русский ресторан 3. Считалка 4. Бандито 5. Золотая середина 6. Служебно-розыскная 7. Перья от павлина 8. Подойди-поспеши 9. Два дня 10. ЧИ-ЧИ-ГА 11. Позови меня 12. Страна Лимония (remix) |

| 1999 — Караганда |
| --- |
| 1. Караганда 2. Чай, банан и сайра 3. Ны-ны-ны 4. Бутылочка 5. А у них в Америке 6. Мы — достойное звено 7. Браток 8. Поезд пригородной 9. Рога 10. Лето 11. Бутылочка (ремейк) |

| 1999 — Альбом для жены |
| --- |
| 1. Синяя река 2. Южный пляж 3. Позволь мне выпить за себя 4. Шофера 5. Это приказ 6. Тополя 7. Жиганская рапсодия 8. Сердце 9. Круг друзей 10. Шашки наголо 11. А я иду, курю |

| 2000 — Тринадцатый |
| --- |
| 1. Волшебный ливень 2. Корефана 3. Воздушный змей 4. Страна Лимония 5. Фонарики 6. Про Васю 7. Привет с большого бодуна 8. Костюмчик 9. Партизанская-Октябрятская 10. Ежовая-лажовая 11. Белые гуси 12. Караганда 13. ЧИ-ЧИ-ГА 14. Лим-пом-по 15. Гороскоп 16. Шишки-орешки 17. Анашик 18. Борька-бабник 19. Мечта (Море пива) 20. Коммунальная квартира |

| 2001 — Дребедень |
| --- |
| 1. Дребедень 2. Волшебный ливень 3. Сила моя сила 4. Поле чудес 5. Нарисованный мир 6. Заплати налоги 7. «Балтика» 8. Кирпичная дорога 9. Солнечный ветер 10. Ариведерчи, жареный хек 11. Когда родился Пушкин 12. Самурай 13. Дребедень (remix) 14. Дребедень (club remix) |

| 2003 — Неслабое звено |
| --- |
| 1. Песня доброго человека 2. На пятом этаже 3. Упало мыло в борщ 4. Наверно, старость 5. Неслабое звено 6. Каппучино 7. Космонавты всегда мечтатели 8. Новый год в бутылке 9. Дарья Сергеевна 10. ЦПКО 11. Губит людей не пиво (из кинофильма «Не может быть!») |

| 2008 — Закон природы |
| --- |
| 1. Наши лучшие годы 2. Фея синих глаз 3. Макаронэ 4. Томас 5. Рыбалка 6. Что было, то было 7. Собарик 8. Новость на FM 9. Закон природы 10. Лист кленовый 11. Не колбасит 12. ДМБ 13. Моя подруга 14. Учитель танцев |

| 2009 — Дело к ночи (Виктор Рыбин & Наталья Сенчукова) |
| --- |
| 1. Дело к ночи 2. Заходи на чай 3. Милый мой ботаник 4. Бабушка мне говорила (Колыбельная) 5. Я обожаю твои цветы 6. Пара ты мне 7. Ни слова о любви 8. Дребедень 9. Ты сказала, поверь 10. Старый сарай 11. Рога 12. Оплати — обладай 13. Поплавок 14. ЦПКО |

| 2010 — Якутские бананы |
| --- |
| 1. Непременно-непременно 2. Лондонская осень 3. Расскажи мне 4. Женщина-кошка 5. Якутские бананы 6. Реваз 7. Девушки с Крещатика 8. Мусса Алиев 9. Любовь кошерная 10. Ара 11. Томас 12. Ты — моя суббота |

## Сингл
| 1995 — В городе большом                                  |
| -------------------------------------------------------- |
| 1. В городе большом 2. Коммунальная квартира 3. Фонарики |

## Клипы
- 1987 — Русский народ
- 1989 — Страна Лимония (первая версия)
- 1989 — Пой, деревня (с Еленой Рурман)
- 1990 — Фирма
- 1990 — Дай-дай
- 1990 — Страна Лимония (вторая версия)
- 1990 — Долгопа-ламбада (Пей, Ваня)
- 1991 — Пой, деревня (в программе «Споемте, друзья»)
- 1991 — Восток-Алтай
- 1991 — Привет с большого бодуна
- 1992 — Корефана
- 1993 — Лимпомпо
- 1994 — Борька-бабник
- 1994 — Мечта (Море пива)
- 1995 — Партизанская-октябрятская
- 1995 — Коммунальная квартира
- 1995 — Фонарики
- 1995 — Про Васю
- 1996 — Костюмчик
- 1997 — Воздушный змей
- 1998 — Чи-чи-га
- 1999 — Караганда
- 1999 — Бутылочка
- 1999 — Ны-ны
- 1999 — Поезд пригородный
- 2000 — Дребедень
- 2004 — Милый мой ботаник (Дюна и Наталья Сенчукова)
- 2005 — Макаронэ
- 2006 — Учитель танцев
- 2008 — Дело к ночи (Дюна и Наталья Сенчукова)
- 2016 — На Бали
- 2017 — Сисадмин

## Состав

### Текущий состав
- Виктор Рыбин — вокал (1987—наст. время), ударные (на студии) (1988—1998)
- Михаил Дульский — гитара, бэк-вокал (1992—наст. время)
- Игорь Пляскин — гитара (2002—наст. время)
- Олег Колмыков — бас-гитара (2010—наст. время)
- Роман Махов — ударные (2011—наст. время)
- Игорь Захарченко — клавишные (2021—наст. время)

### Бывшие участники
- Сергей Катин — бас-гитара (1987—1991), вокал (1988—1991), клавишные (1988—1991), автор песен (1987—1991), соавтор (1995—1999)
- Дмитрий Четвергов — гитара (1987—1988)
- Андрей Шатуновский — ударные (1987—1988)
- Андрей Рублёв — вокал (1987—1988)
- Альберт «Арбельт» Романов — вокал (1988—1992), гитара (1988—1992), гармонь/аккордеон (1988—1992), духовые (1991—1992)
- Валерий «Жук» Жуков — вокал (1988—1992), компьютер (1988—1992), балалайка (1988—1992), бас-гитара (1991—1992)
- Сергей «Иркут» Кадников — ударные (1990—2006)
- Владимир «Пижон» Володин — бас-гитара (1990—1991), клавитара (1990—1991)
- Андрей «Толстый» Апухтин — клавишные (1991—2020) (умер 27 ноября 2020 года (1962—2020))[18]
- Александр «Санечка» Малешевский — шоумен (1991—1993) (умер 24 июля 1993 года (1957—1993))
- Ренат «Грач» Шарибжанов — бас-гитара (1992—2012) (умер 14 сентября 2012 года (1960—2012))[19]
- Леонид Петренко — конферанс, танцы, частушки, шоумен (1994—1997) [20] (умер 6 ноября 2014 года (1954—2014))[21]
- Александр Ольцман — гитара, баян (на студии) (1995—2000)
- Михаил Алещенок — гитара (1995—2000)
- Руслан Исаев — клавишные, аккордеон (1996—2004)
- Михаил Кадников — гитара (2001—2002)
- Михаил «Мефодий» Юдин — ударные (2006—2010)